# أرسطو كاليس
أرسطو كاليس (مواليد 1970) هو مؤرخ بريطاني متخصص في التاريخ الأوروبي الحديث، مع التركيز على دراسة الفاشية الألمانية والإيطالية بين الحربين، وكذلك الدعاية في ألمانيا النازية. وهو مؤلف ومحرر العديد من الكتب حول موضوع الفاشية والشمولية، بما في ذلك الإبادة الجماعية والفاشية: حملة القضاء في أوروبا الفاشية (2009). يتناول كتابه لعام 2005، الدعاية النازية والحرب العالمية الثانية، موضوعات الدعاية النازية وقوات الدعاية الفيرماختية.

## التعليم والوظيفي
قام كلايس بتدريس التاريخ في جامعة إدنبرة وجامعة بريستول وجامعة لانكستر. في عام 2016، عُيَّن أستاذاً للتاريخ في جامعة كيلي.  وهو أحد المساهمين في سلسلة ألمانيا والحرب العالمية الثانية من مكتب أبحاث التاريخ العسكري (MGFA)، حيث غطn تعبئة الجبهة الداخلية الألمانية والدعاية النازية. 